# Ulla Åshede
Ulla Karin Åshede, född 1 maj 1949 i Göteborg, är en svensk speciallärare och frilansskribent.
Åshede är dotter till Eric Åshede och hans maka Vera, född Brinkhoff. Hon har bland annat skrivit artiklar för Svenskt kvinnobiografiskt lexikon och var medförfattare i hembygdsboken Vallda – kulturbygd med gåtfullt förflutet (2002).
Åshede har även varit verksam som textilkonstnär.